# Константин Михайлович
Константин Михайлович е пленник от Ново бърдо, взет за еничарин след превземането на града на 1 юни 1455 година от султан Мехмед II Завоевателя.
Известен е в историята със своите „Записки на еничарина“, които често са подлагани на критически анализ по отношение на историческите сведения, съдържащи се в тях.
Твърденията за набиването на кол на османски войници от влашкия владетел Влад Дракула са влезли в романа „Дракула“ на Брам Стокър от „Записки на еничарина“ на Константин Михайлович.